# Sjarhej Novikaŭ
Sjarhej Valjantsinavitj Novikaŭ (vitryska: Сяргей Валянцінавіч Новікаў) född 27 april 1979, är en vitrysk skidskytt. Novikaŭ delade silvret med Ole Einar Bjørndalen i distansloppet vid de Olympiska spelen i Vancouver 2010.